# 아이스크림 튀김

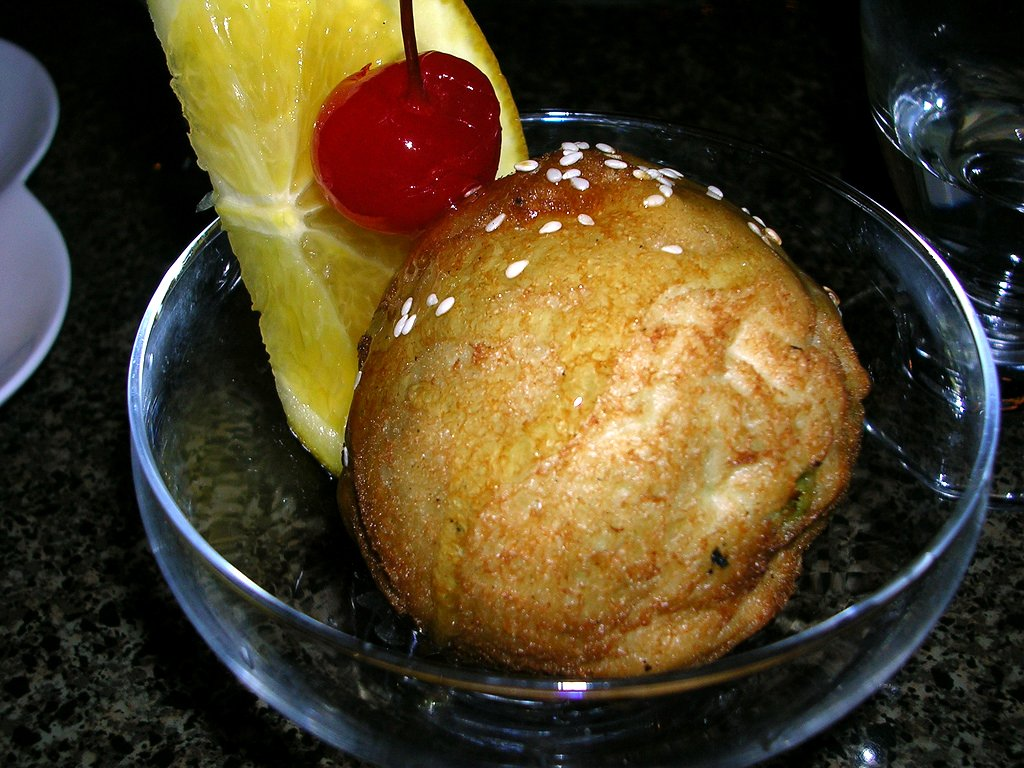

아이스크림 튀김은 아이스크림 한 스쿱을 단단하게 얼린 후 빵가루를 입히거나 반죽을 입힌 후 빠르게 튀겨서 여전히 차가운 아이스크림 주위에 따뜻하고 바삭한 껍질을 만드는 디저트이다.

## 기원
이 디저트의 기원에 대해 상충되는 이야기가 있다. 1893년 시카고 세계 박람회에서 아이스크림 선데도 발명되었을 때 처음 제공되었다고 주장하는 사람들도 있다. 1894년 필라델피아의 한 회사는 "작고 단단한 [케이크] 아이스크림을 얇은 파이 크러스트 시트로 감싸고 끓는 라드나 버터에 담가 겉면을 바삭하게 익힌다. 즉시 제공되는 아이스크림은 처음 준비했을 때처럼 단단하게 얼었다."라고 말했다. 1960년대에 시작된 세 번째 주장은 튀김 아이스크림이 일본 튀김에 의해 발명되었다는 주장이다.

## 국가 요리와의 연관성
미국에서 튀긴 아이스크림은 1970년대 뉴욕타임스의 "외식" 섹션의 중국, 일본, 폴리네시아 레스토랑 리뷰에 등장하면서 아시아 요리와 연관되었다.
또한 1980년대 초에 문을 연 전국 체인점인 치치(Chi-Chi)가 토르티야와 계피로 만든 튀긴 아이스크림을 "시그니처 디저트"로 채택했기 때문에 멕시코 요리와도 관련이 있다.
호주에서 튀긴 아이스크림은 아시아 요리, 특히 호주 중국 요리와 밀접한 관련이 있다. 캐러멜 소스와 함께 자주 제공된다.
디저트는 일반적으로 아이스크림이 일반적으로 보관되는 온도보다 훨씬 낮은 온도에서 얼린 아이스크림 한 스쿱을 날달걀로 코팅하고 콘플레이크 또는 쿠키 부스러기로 말아서 간단히 튀겨서 만든다. 아이스크림의 매우 낮은 온도는 튀길 때 녹는 것을 방지한다. 계피와 설탕, 약간의 페퍼민트를 뿌릴 수 있지만 휘핑 크림이나 꿀도 사용할 수 있다.
아시아 요리법은 일반적으로 튀김 반죽을 사용한다. 멕시코 버전은 코팅을 위해 콘플레이크, 견과류, 쿠키 부스러기 또는 토르티야를 사용한다. 아시아 레스토랑의 일반적인 맛은 녹차, 바닐라, 토란, 팥이다.

## 같이 보기
- 베이크트 알래스카